# Cerathosia tricolor
Cerathosia tricolor là một loài bướm đêm trong họ Noctuidae.